# Nastus holttumianus
Nastus holttumianus är en gräsart som beskrevs av Norman Loftus Bor. Nastus holttumianus ingår i släktet Nastus och familjen gräs. Inga underarter finns listade i Catalogue of Life.